# Jacob Philipp Hackert

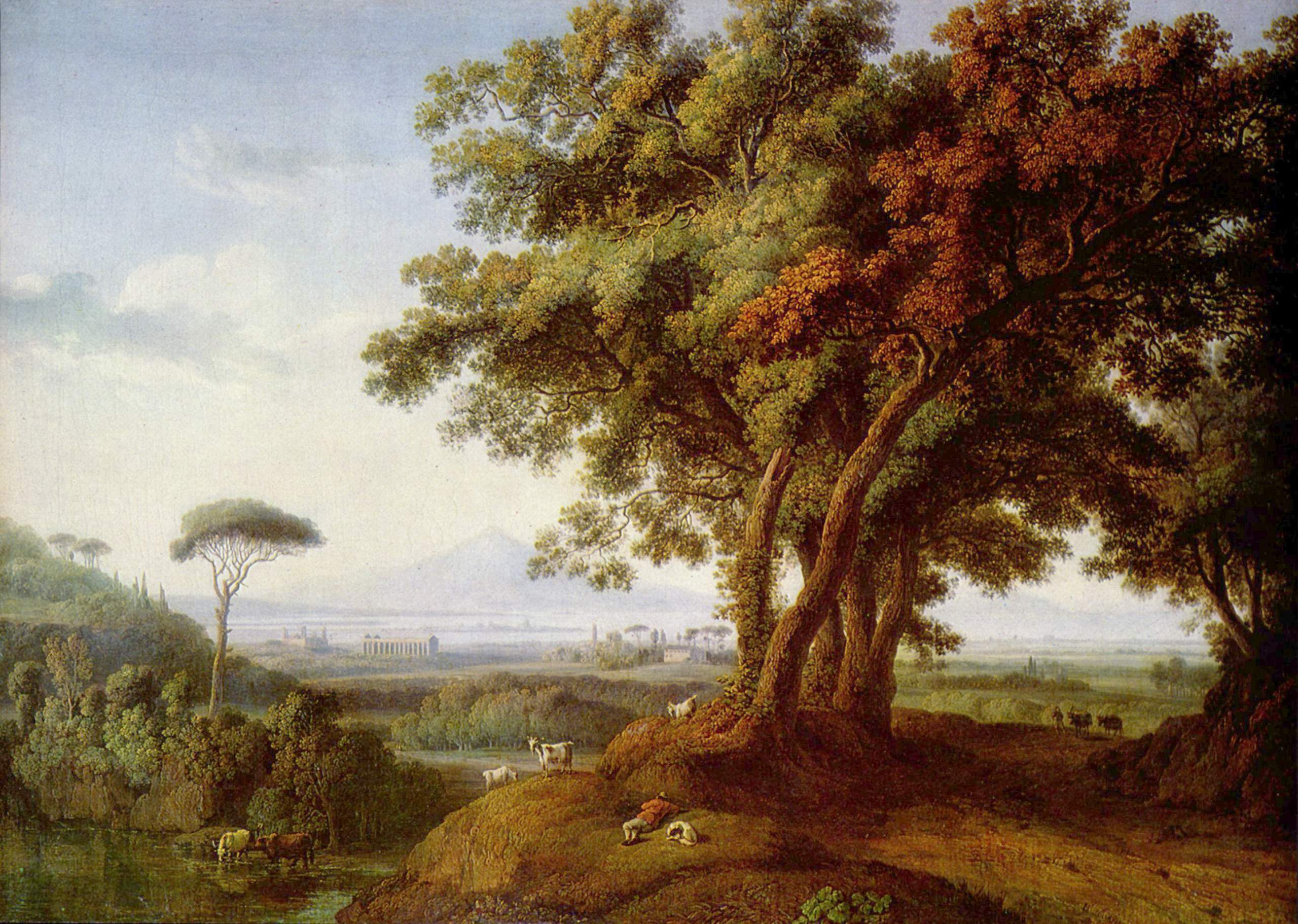
Włoski pejzaż, 1778

Jacob Philipp Hackert (ur. 15 września 1737 w Prenzlau, zm. 28 kwietnia 1807 w San Piero di Careggio pod Florencją) – niemiecki malarz pejzażysta, reprezentant romantyzmu. 
Od 1768 r. przebywał we Włoszech, gdzie w 1786 został malarzem dworskim Ferdynanda IV. Malował pod wpływem Claude`a Lorraina wzbogacając jego styl o elementy romantyczne. Przyjaźnił się z Johannem Wolfgangiem Goethe, który napisał i wydał jego biografię w 1811 r. Reprezentatywny zbiór prac artysty posiada Attingham Park w Shropshire.